# Campionato albanese maschile di pallavolo
Il campionato albanese maschile di pallavolo è un insieme di tornei pallavolistici per squadre di club albanesi, istituiti dalla FSHV.

## Struttura
- Campionati nazionali professionistici:

Superliga: a girone unico, partecipano otto squadre.